# Lecanora subpraesistens
Lecanora subpraesistens är en lavart som beskrevs av Nayaka, Upreti & Lumbsch. Lecanora subpraesistens ingår i släktet Lecanora och familjen Lecanoraceae.   Inga underarter finns listade i Catalogue of Life.